# 松田武雄 (教育学者)
松田武雄（まつだ たけお、1952年- ）は、日本の教育学者、名古屋大学名誉教授。中村学園大学教育学部教授。

## 略歴
大阪市生まれ。名古屋大学教育学部卒業、同大学院教育学研究科博士後期課程単位取得満期退学、2003年「近代日本における社会教育の成立過程に関する研究」で教育学博士の学位を取得。琉球大学助手・講師、埼玉大学教育学部助教授、九州大学助教授・教授を経て、2008年名古屋大学教育発達科学研究科教授となり、2016年定年退任、名誉教授。2016年から、中村学園大学教育学部教授
。

## 著書
- 『近代日本社会教育の成立』九州大学出版会 2004
- 『現代社会教育の課題と可能性 生涯学習と地域社会』九州大学出版会 2007
- 『コミュニティ・ガバナンスと社会教育の再定義 社会教育福祉の可能性』福村出版 2014

### 共著書
- 『生涯学習と地域社会教育』末本誠共編著. 春風社 2004
- 『校区公民館の再構築 福岡の校区公民館の歴史と実践』 (叢書地域をつくる学び)南里悦史共編著 北樹出版 2005
- 『社会教育・生涯学習の再編とソーシャル・キャピタル』編著 大学教育出版 2012
- 『現代の社会教育と生涯学習』編著 九州大学出版会, 2015
- 『社会教育福祉の諸相と課題 欧米とアジアの比較研究』編著. 大学教育出版 2015
- 『世界の生涯学習 現状と課題』新海英行共編著 大学教育出版 2016
- 『社会教育と福祉と地域づくりをつなぐ　日本・アジア・欧米の社会教育職員と地域リーダー』編著 大学教育出版 2019

## 論文
- <松田武雄